# Jaspar Yu Woon Chai
Jaspar Yu Woon Chai (* 14. November 1988) ist ein Badmintonspieler aus Brunei. 

## Erfolge
Jaspar Yu Woon Chai startete 2016 bei den Olympischen Sommerspielen. Zuvor war er unter anderem bei den Vietnam International, den Laos International, den Indonesia International und den Chinese Taipei Open am Start.